# Communauté rurale de Sinthiang Koundara
La communauté rurale de Sinthiang Koundara est une communauté rurale du Sénégal située au centre-sud du pays. 
Elle fait partie de l'arrondissement de Bonconto, du département de Vélingara et de la région de Kolda.

## Villages
- [[sinthiang Samba foula

```
(Sénégal)]]
```

La commune de Sinthiang Koundara comprend le village de Nadjaf Al Ashraf, un village fondé par le chef religieux chiite Cherif Mohamed Aly Aidara.

## Personnes influentes
- Cherif Mohamed Aly Aidara, guide religieux et spirituel de la communauté chiite mozdahir et fondateur de l'ONG Institut Mozdahir international (IMI)